# Lycoming XH-2470
Lycoming XH-2470 – silnik lotniczy zaprojektowany w zakładach Lycoming w 1940.  Ponieważ Lycoming SO-1230 miał zbyt małą moc do zastosowań wojskowych, postanowiono opracować nową jednostkę napędową, która bazowała na bazie dwóch SO-1230 połączonych wspólnym wałem korbowym.  Powstały w ten sposób silnik płaski o układzie "H" miał 24 cylindry i moc około 2300 KM przy 3300 rpm.
Miał napędzać myśliwiec Vultee XP-54 Swoose Goose, jednak ostatecznie ani samolot, ani sam silnik nie weszły do produkcji seryjnej.